# حاجي باغلو
حاجي باغلو هي قرية في مقاطعة نقدة، إيران. يقدر عدد سكانها بـ 30 نسمة بحسب إحصاء 2016.